# Erol Pürlü
Erol Pürlü (* 1969 bei Sivas, Türkei) ist ein deutscher Islamwissenschaftler, Imam und Seelsorger. Von Oktober 2008 bis März 2009 und von Oktober 2010 bis März 2011 war er Sprecher des Koordinationsrats der Muslime in Deutschland, dem Spitzenverband der vier größten islamischen Organisationen in Deutschland, der während der Deutschen Islamkonferenz 2007 gegründet wurde. Pürlü vertritt den Islam in Deutschland in den Medien. Daneben ist er seit Beginn Mitglied der Deutschen Islamkonferenz und engagiert sich als Gefängnisseelsorger und im christlich-islamischen Dialog.

## Leben
1977 übersiedelte Pürlü mit seinen Eltern in die Nähe von Augsburg. Nach seiner Schulzeit in Deutschland erhielt Pürlü eine theologische Ausbildung beim Verband der Islamischen Kulturzentren (VIKZ) in Köln und studierte an der dortigen Universität Islamwissenschaften (Abschluss Magister), Semitistik und Pädagogik. Dort war er am Aufbau der Islamischen Akademie ISLAH (Villa Hahnenburg) beteiligt. Pürlü ist deutscher Staatsbürger.
Von 2001 bis 2005 war Pürlü hauptamtlicher Generalsekretär des VIKZ. Hauptberuflich ist er dort nun Referent für Öffentlichkeitsarbeit. Pürlü war in der verbandseigenen Imamausbildung für Männer und Frauen tätig.
Während der Auseinandersetzungen um die Gründung des ersten VIKZ-eigenen Wohnheims für Schüler in Duisburg-Bruckhausen äußerte sich Pürlü 2003 zu dem Vorwurf, die Schüler seien dort isoliert und nie auf der Straße zu sehen, mit dem Argument, dass auch deutsche Kinder „unter sich“ bleiben würden. Mittlerweile ist das Wohnheim in Duisburg ein Vorzeigeprojekt und hat sich ganz gut in den Stadtteil integriert. In der Diskussion zum islamischen Religionsunterricht in Deutschland befürwortete er 2005 einen regulären deutschen Islamunterricht, wenn dabei „die Glaubensgemeinschaft mit eingebunden“ wird. Anlässlich der Gründung einer privaten Imam-Schule in Berlin befürwortete Pürlü 2009 die Ausbildung von Imamen in Deutschland. 2009 leitete die Staatsanwaltschaft München polizeiliche Ermittlungen gegen den Millî-Görüş-Görüs-Generalsekretär Ogüz Ücüncü, den IGD-Vorsitzenden Ibrahim El-Zayat und fünf weitere Beschuldigte wegen des Verdachts der Bildung einer kriminellen Vereinigung und der finanziellen Unterstützung von verbotenen oder gewaltbereiten islamistischen Organisationen ein. Pürlü betonte damals als Sprecher des Koordinationsrats der Muslime, dass die Ermittlung gegen Personen, nicht aber gegen Institutionen gerichtet seien. Sowohl Millî Görüş als auch IGD sind mittelbar über ihre Spitzenverbände im Koordinationsrat vertreten. Die Ermittlungen gegen Oğuz Üçüncü, Ibrahim El-Zayat und fünf weitere Beschuldigte wurden September 2010 eingestellt.
Pürlü gehört zu den Gesichtern des ZDF-Forums am Freitag. Seine Amtszeit als Sprecher des Koordinationsrats der Muslime widmete er u. a. den Vorhaben, den Dialog mit dem Zentralrat der Juden zu institutionalisieren und den islamischen Religionsunterricht an öffentlichen Schulen zu befördern. Im Februar 2011 wurde in seiner Amtszeit als Sprecher des Koordinationsrats der Muslime ein juristisch umstrittenes Kommuniqué mit der nordrhein-westfälischen Schulministerin Sylvia Löhrmann zur Einführung des islamischen Religionsunterrichts unterzeichnet.

## Einzelbelege
1. 1 2  Ursula Rüssmann:  Dialog mit Grenzen – Erol Pürlü (Memento vom 6. Dezember 2008 im Internet Archive). In: „Frankfurter Rundschau“ vom 2. Oktober 2008.
2. ↑  PORTRÄT: Religionen im Dialog (PDF; 137 kB) in: Heidenheimer Zeitung vom 1. Oktober 2008.
3. ↑  29.09.08 Erol Pürlü ist neuer Sprecher des KRM. In: zentralrat.de. Zentralrat der Muslime in Deutschland e. V., 2. Oktober 2008, archiviert vom Original (nicht mehr online verfügbar) am 9. März 2011; abgerufen am 7. Juni 2022.
4. ↑  Das Kreuz mit dem Koran. In: Der Spiegel. Nr. 40, 2003, S. 82 (online – 29. September 2003).
5. ↑  Duisburg: Hier wird nicht indoktriniert von Peter Klucken, rp-online.de 9. Februar 2010
6. ↑  Jahel Mielke: Islam auf dem Plan. In: „Zuender“, Webmagazin der Zeit, Nr. 51 / 2005.
7. ↑  Christina Hebel: Islam auf Deutsch. In: „Frankfurter Allgemeine Zeitung“ vom 9. März 2009.
8. ↑  Markus Wehner: Geld für Terroristen? In: „Frankfurter Allgemeine Sonntagszeitung“ vom 28. März 2009.
9. ↑  Ermittlungen eingestellt In: „Frankfurter Allgemeine Zeitung“ vom 21. September 2010
10. ↑  Gesichter des Forums beim ZDF. (Abgerufen am 7. November 2009.)
11. ↑  Islamunterricht ab 2012 in ganz NRW wdr.de, abgerufen am 12. Oktober 2016
12. ↑  Auf dem Irrweg zum deutschen „Staats-Islam“ Zeit online, abgerufen am 5. Oktober 2011

| Personendaten    | Personendaten                                       |
| ---------------- | --------------------------------------------------- |
| NAME             | Pürlü, Erol                                         |
| KURZBESCHREIBUNG | deutscher Islamwissenschaftler, Imam und Seelsorger |
| GEBURTSDATUM     | 1969                                                |
| GEBURTSORT       | bei Sivas, Türkei                                   |